# 簡福飴
簡福飴，GBS，SBS（1936年6月14日—），香港執業大律師及測量師。1984年任香港測量師學會創會會長。1986年至1993年任第六屆、第七屆全國政協香港地區委員。1997年至1998年任臨時立法會議員。以歷任第八屆、第九屆、第十屆港區全國人大代表。
在香港過渡時期，簡福飴歷任港事顧問、香港特別行政區籌備委員會委員、香港特別行政區第一屆政府推選委員會委員等職。為香港主權移交，籌備成立香港特別行政區等方面貢獻；簡福飴亦廣泛參與社區事務及就新界鄉事和地方行政的事宜向鄉議局提供意見，特區政府於2003年和2015年分別獲頒授銀紫荊星章及金紫荊星章。

## 爭議

### 博士學歷爭議
劉皇發和簡福飴曾經捲入博士學歷爭議。壹週刊於2014年6月5日報道，中國政法大學曾經中間人簡福飴接受劉皇發近一千萬人民幣捐款。其後劉皇發不但獲得名譽博士銜頭，簡福飴亦獲特殊待遇，其畢業論文雖曾被評為不合格，但校長卻突然公布委任他為特別顧問，結果成功通過評審。